# Pozovi menja v dal svetluju
Pozovi menja v dal svetluju (russisk: Позови меня в даль светлую) er en sovjetisk spillefilm fra 1977 af German Lavrov og Stanislav Ljubsjin.

## Medvirkende
- Lidija Fedosejeva-Shuksjina som Grusja Veselova
- Stanislav Ljubsjin som Vladimir Nikolajevitj
- Mikhail Uljanov som Nikolaj
- Ivan Ryzjov som Savva
- Vladimir Naumenko som Vitja